# Pardal-de-garganta-branca
O pardal-de-garganta-branca (Zonotrichia albicollis), também conhecida pelo nome de escrevedeira-de-garganta-branca, é uma espécie de ave passeriforme da família Passerellidae localizada na América do Norte.

## Descrição

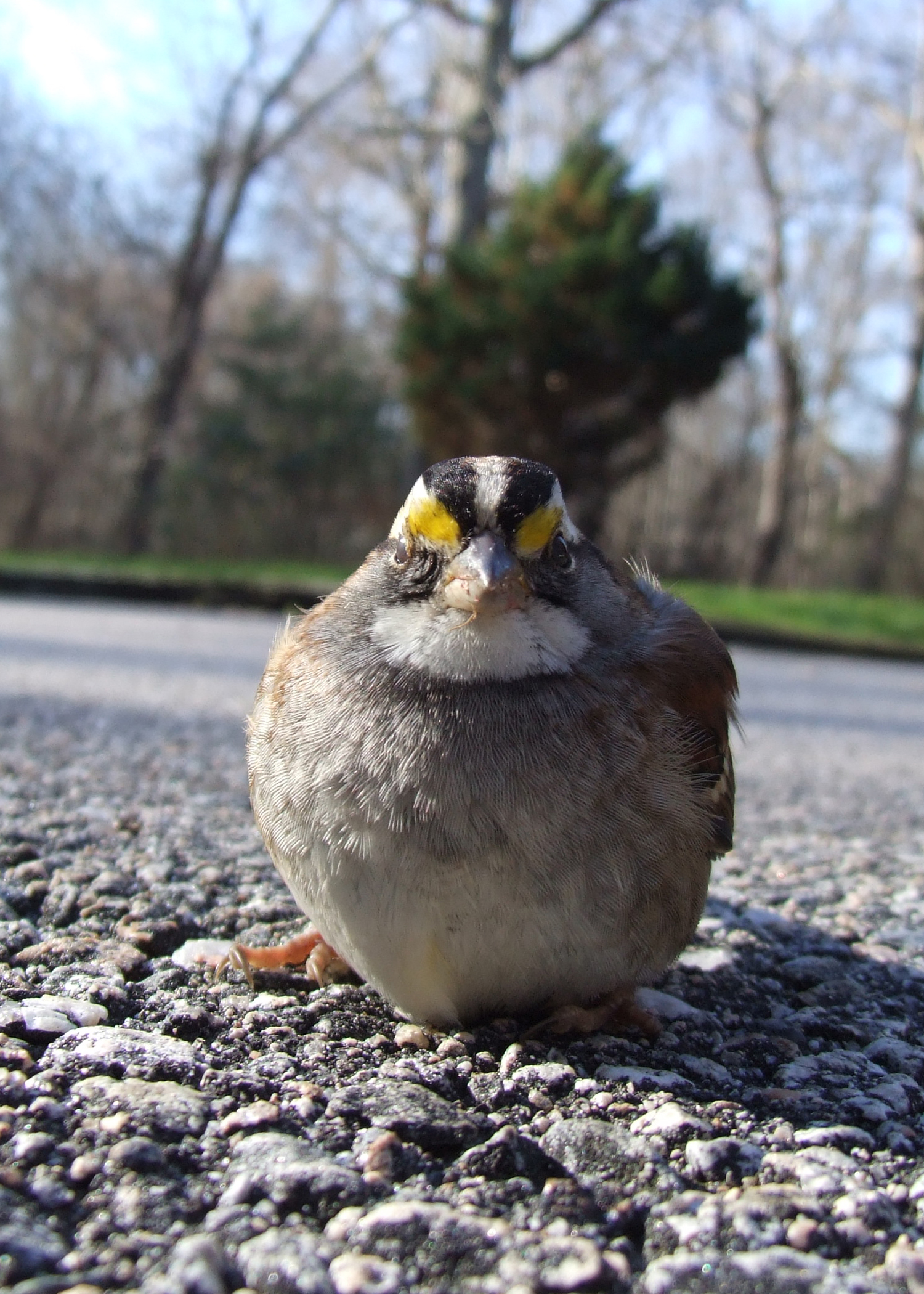
Um Pardal-de-garganta-branca.

O Pardal-de-garganta-branca mede sete centímetros de comprimento com uma envergadura de nove polegadas. Eles geralmente pesam seis gramas.
Há duas variações na plumagem de adultos conhecido como o marrom e branco listrado. Na forma branca, a cabeça têm a cor preta, com uma linha branca no centro. As orelhas são cinzentas e a borda superior forma uma linha preta.